# Leptomenes chudeaui
Leptomenes chudeaui är en stekelart som först beskrevs av François du Buysson.  Leptomenes chudeaui ingår i släktet Leptomenes och familjen Eumenidae. Inga underarter finns listade i Catalogue of Life.